# Чегоровский, Лев Ильич
Чегоровский Лев Ильич (20 февраля 1914 — 21 октября 1991, Санкт-Петербург) — российский советский живописец и педагог, член Ленинградского Союза художников.

## Биография
Чегоровский Лев Ильич родился 20 февраля 1914 года. В 1937—1948 учился на отделении живописи ЛИЖСА имени И. Е. Репина. В 1948 окончил институт по мастерской В. М. Орешникова с присвоением квалификации художника живописи. Дипломная работа — панно «Горький и Лев Толстой» для вестибюля здания Академии наук.
После окончания института занимался монументальной и станковой живописью. Тяготел к жанру тематической картины с развитой сюжетной основой. Писал также портреты, пейзажи, натюрморты. Участвовал в выставках с 1948 года, экспонируя свои работы вместе с произведениями ведущих мастеров изобразительного искусства Ленинграда. Член Ленинградского Союза художников с 1949 года. Преподавал на кафедре общей живописи Ленинградского высшего художественно-промышленного училища имени В. И. Мухиной, доцент. Муж художницы И. М. Добряковой.
Среди произведений, созданных Чегоровским, картины «Дикие цветы», «Школьница» (обе 1958), «Петербург. 9 мая 1864 год. Н. Г. Чернышевский», «В. И. Ленин в рабочем кружке за Невской заставой» (обе 1964), «Жаворонки» (1975), «Одиночество», «Портрет Рийна Юрг» (обе 1978), «Окно в Анапе» (1979), «Северное общество» (1980), «Канны» (1983) и другие.
Скончался 21 октября 1991 года в Петербурге на 78-м году жизни. 
Произведения Л. И. Чегоровского находятся в музеях и частных собраниях России, Франции, Италии и других стран.

## Выставки
- 1958 год (Ленинград): Осенняя выставка произведений ленинградских художников.
- 1964 год (Ленинград): Ленинград. Зональная выставка.
- 1965 год (Москва): Советская Россия. Вторая Республиканская художественная выставка.
- 1975 год (Ленинград): Наш современник. Зональная выставка произведений ленинградских художников.
- 1976 год (Москва): Изобразительное искусство Ленинграда.
- 1978 год (Ленинград): Осенняя выставка произведений ленинградских художников.
- 1980 год (Ленинград): Зональная выставка произведений ленинградских художников.
- 1985 год (Ленинград): 40 лет Великой победы. Выставка произведений художников - ветеранов Великой Отечественной войны.